# Plantă dioică

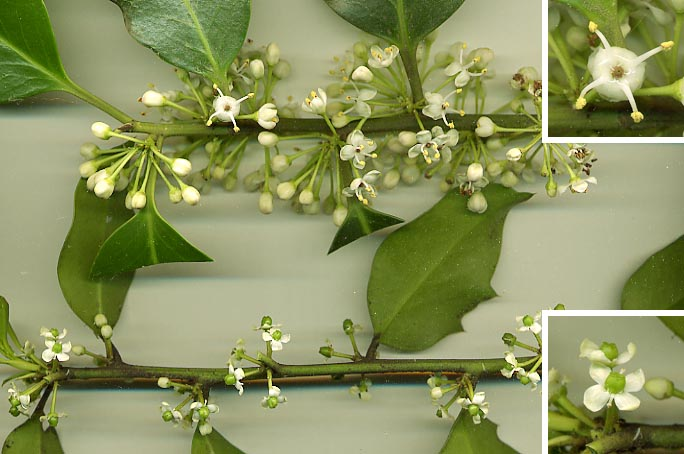
Laurul (Ilex aquifolium) este o plantă dioică. Sus o ramură cu flori mascule. În dreapta sus – o floare masculă (mărită) cu stamine și polen; pistilul este redus, steril. Jos o ramură cu flori femele. Dreapta jos o floare femelă (mărită) cu pistil dezvoltat și stamine reduse sterile fără polen.

Plantele dioice (din greaca dis = doi; oikos = casă, gazdă) sau plantele dioecice sunt plante cu flori unisexuate sau dicline la care florile mascule se află pe o plantă, iar cele femele pe altă plantă, deci pe indivizi separați, astfel încât unele exemplare ale aceleiași specii au numai flori femele, iar altele numai flori mascule. La plantele dioice este prevenită autopolenizarea (polenizarea florilor cu propriul lor polen).
Un exemplu de plantă dioică este cânepa (Cannabis sativa), la care "cânepa de vară" este masculă, iar "cânepa de toamnă" femelă. Plante dioice mai sunt măcrișul (Rumex acetosa), hameiul (Humulus lupulus), urzica (Urtica dioica), spanacul (Spinacia oleracea), precum și unii arbori ca salcia (Salix sp.,), plopul (Populus sp.), curmalul (Phoenix dactylifera), dudul (Morus sp.), tisa (Taxus baccata) etc.
Florile care au atât androceu cât și gineceu se numesc bisexuate sau hermafrodite, de exemplu ulmul (Ulmus), teiul (Tilia), iar cele care conțin numai organele unui singur sex (stamine sau carpele) sunt unisexuate, de exemplu stejarul (Quercus robur). Plantele cu flori unisexuate pot fi monoice, cu flori mascule și femele pe același exemplar de exemplu fagul (Fagus sylvatica), stejarul (Quercus robur), dioice, cu florile mascule și femele pe exemplare diferite, existând indivizi masculi și indivizi femeli de exemplu plopul (Populus), salcia (Salix), trioice, cu unii indivizi masculi, alții femeli și alții cu flori bisexuate (mascule și femele), de exemplu milițea (Silene nutans), săpunarița (Saponaria officinalis), poligame, la care se întâlnesc pe același individ  flori  mascule, flori  femele  și  bisexuate de exemplu frasinul (Fraxinus excelsior), arțarul (Acer platanoides). 